# Казаков, Виктор Сергеевич
Ви́ктор Серге́евич Казако́в (11 ноября 1925 года, Москва — 2 апреля 1995 года, там же) — гвардии старшина Рабоче-крестьянской Красной Армии, участник Великой Отечественной войны. кавалер ордена Славы трёх степеней.

## Биография
Родился 11 ноября 1925 года в Москве семье рабочего. Окончил 8 классов средней школы № 540, работал токарем на заводе «Красный пролетарий». В феврале 1943 года призван в Рабоче-крестьянскую Красную Армию.
Боевой путь начала на 2-м Украинском фронте. Отличился в боях в ходе Знаменской наступательной операции.
2 декабря 1943 года в бою за деревню Протопоповка (Александрийский район Кировоградской области Украины) старший сержант Казаков вытащил раненого командира танка из горящей машины и доставил в безопасное место. 5 декабря в бою за село Мошорино (Новопражский район Кировоградской области), действуя в составе танкового десанта гранатами и огнем из автомата уничтожил 4 немецких автомобиля и около 10 гитлеровцев.
12 декабря 1943 года в боях у города Знаменка был ранен, после госпиталя вернулся в свою часть. В начале апреля 1944 года 68-я механизированная бригада в составе 8-го механизированного корпуса была выведена в резерв при разминировании у был снова легко ранен. После выздоровления вернулся в строй.
Бригада находилась в резерве и вела боевую учебу до конца 1944 года. В все части 8-го механизированного корпуса были передислоцированы под город Минск, здесь получили новую бронетехнику. В октябре 1944 года воины подразделений, получившие в боях ранения, но не имевшие наград, были представлены к награждениям. Старший сержант Казаков командиром батальона за бои в декабре 1943 года был представлен к награждению орденом Отечественной войны 2-й степени.
В декабре 1944 года корпус был передан в состав 2-го Белорусского фронта, совершил марш в Польшу к границам Восточной Пруссии. 14 января в начале Восточно-Прусской операции был введен в прорыв в полосе наступления 48 армии.
В ходе наступательных боев старший сержант Казаков неоднократно отличился. В бою за населенный пункт Соколов в составе взвода автоматчиков уничтожил до 70 гитлеровцев, лично уничтожил 9 вражеских солдат. В бою на подступах к городу Мариенбург (Мальборк, Поморское воеводство, Польша) старший сержант Казаков заменил выбывшего из строя командира взвода. Бойцы подразделения под его командованием захватило 8 исправных орудий, автомашину, уничтожили до 40 гитлеровцев. В этом бою лично взял в плен 8 вражеских солдат. Командиром батальона был представлен к награждению орденом Отечественной войны 2-й степени.
К октябрю 1944 года старший сержант Казаков — помощник командира взвода автоматчиков 2-го мотострелкового батальона 68-й механизированной бригады (8-й гвардейский механизированный корпус, 1-й Украинский фронт). В бою за село Мошорино Кировоградской области (Украинская ССР) 1 октября 1944 года, действуя в составе танкового десанта, вместе с бойцами Казаков отрезал пути отхода вражеской группе, уничтожил 6 солдат противника и поджёг автомобиль. В бою за деревню Протопоповка вытащил раненого командира танка из горящей машины и доставил в безопасное место. 20 января 1945 года награждён орденом Славы III степени.
1 февраля 1945 года в бою за населенный пункт Сколлен (в двух километрах северо-западнее Мариенбурга) Казаков заменил командиpa взвода и, командуя подразделением, уничтожил свыше 10 солдат противника. В ходе наступления под Мариенбургом бойцы взвода под командованием Казакова захватили 8 артиллерийских орудий, автомашину с боеприпасами, уничтожили до взвода солдат противника, а также пленили 6 солдат. 21 февраля 1945 года был награждён орденом Славы III степени, 19 августа 1955 года был перенаграждён орденом Славы II степени.
28 февраля 1945 года при атаке переднего края противника севернее Мариенбурга командир взвода гвардии старший сержант Казаков в числе первых ворвался в расположение немецких войск, из автомата и гранатами уничтожил несколько солдат противника. За этот бой 6 ноября 1947 года был награждён орденом Славы III степени, 27 февраля 1958 года был перенаграждён орденом Славы I степени.
За годы войны Казаков был трижды ранен. В 1945 году отправлен в запас в звании старшины. В 1947 году окончил 10 классов средней школы, в 1951 году — Московский юридический институт. Работал юристом в НИИ холодильного машиностроения. С 1969 года — в отставке.
Жил в городе Москва. Скончался 2 апреля 1995 года. Похоронен на Даниловском кладбище.

## Награды
- орден Отечественной войны I степени — 11 марта 1985 года[2][5]
- Полный кавалер ордена Славы:
  - орден Славы I степени — 27 февраля 1958 года[2][6]
  - орден Славы II степени — 19 августа 1955 года[2][6]
  - орден Славы III степени — 20 января 1945 года[2][7]
- медали

- - «За победу над Германией» (9 мая 1945[8])[6]
- медали

## Память
- На могиле установлен надгробный памятник
- Его имя увековечено в Главном Храме Вооружённых сил России, и навсегда запечатлено на мемориале «Дорога памяти»